# 3985 Raybatson
3985 Raybatson è un asteroide della fascia principale. Scoperto nel 1985, presenta un'orbita caratterizzata da un semiasse maggiore pari a 2,8502866 UA e da un'eccentricità di 0,0982340, inclinata di 16,27441° rispetto all'eclittica.